# Chaetostoma (ryby)
Chaetostoma – rodzaj słodkowodnych ryb sumokształtnych z rodziny zbrojnikowatych (Loricariidae). Spotykane w hodowlach akwariowych. Zaliczane do glonojadów.

## Zasięg występowania
Większość gatunków występuje w tropikalnej i subtropikalnej strefie Ameryki Południowej. Zasięg występowania Chaetostoma fischeri obejmuje również Panamę.

## Klasyfikacja
Gatunki zaliczane do tego rodzaju:
| - Chaetostoma aburrense - Chaetostoma anale - Chaetostoma anomalum - Chaetostoma bifurcum - Chaetostoma branickii - Chaetostoma breve - Chaetostoma brevilabiatum - Chaetostoma carrioni - Chaetostoma changae - Chaetostoma daidalmatos - Chaetostoma dermorhynchus - Chaetostoma dorsale - Chaetostoma dupouii - Chaetostoma fischeri - Chaetostoma floridablancaense - Chaetostoma formosae - Chaetostoma guairense - Chaetostoma jegui - Chaetostoma joropo - Chaetostoma lepturum - Chaetostoma leucomelas - Chaetostoma lexa - Chaetostoma lineopunctatum - Chaetostoma loborhynchos | - Chaetostoma machiquense - Chaetostoma marginatum - Chaetostoma marmorescens - Chaetostoma microps - Chaetostoma milesi - Chaetostoma niveum - Chaetostoma nudirostre - Chaetostoma palmeri - Chaetostoma patiae - Chaetostoma paucispinis - Chaetostoma pearsei - Chaetostoma platyrhynchus - Chaetostoma sovichthys - Chaetostoma spondylus - Chaetostoma stannii - Chaetostoma stroumpoulos - Chaetostoma tachiraensis - Chaetostoma taczanowskii - Chaetostoma thomsoni - Chaetostoma trimaculineum - Chaetostoma vagum - Chaetostoma vasquezi - Chaetostoma venezuelae - Chaetostoma yurubiense |

Gatunkiem typowym jest Chaetostoma loborhynchos.

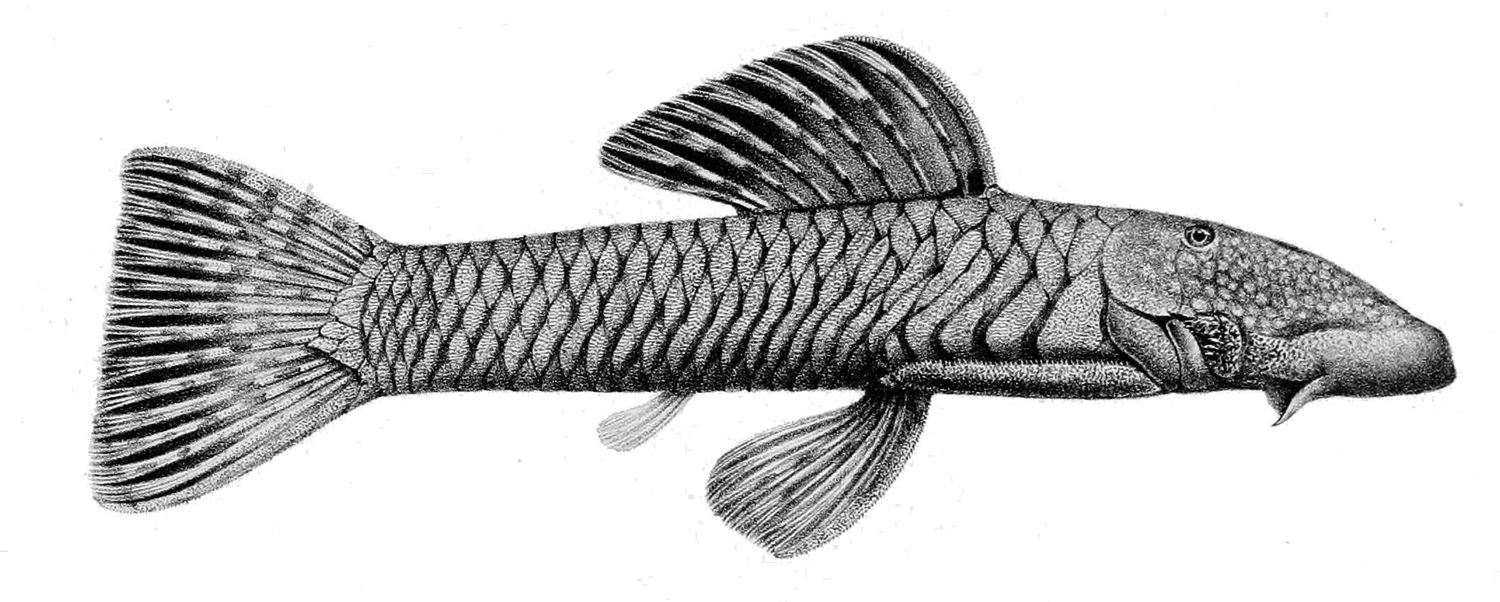
Chaetostoma anomalum
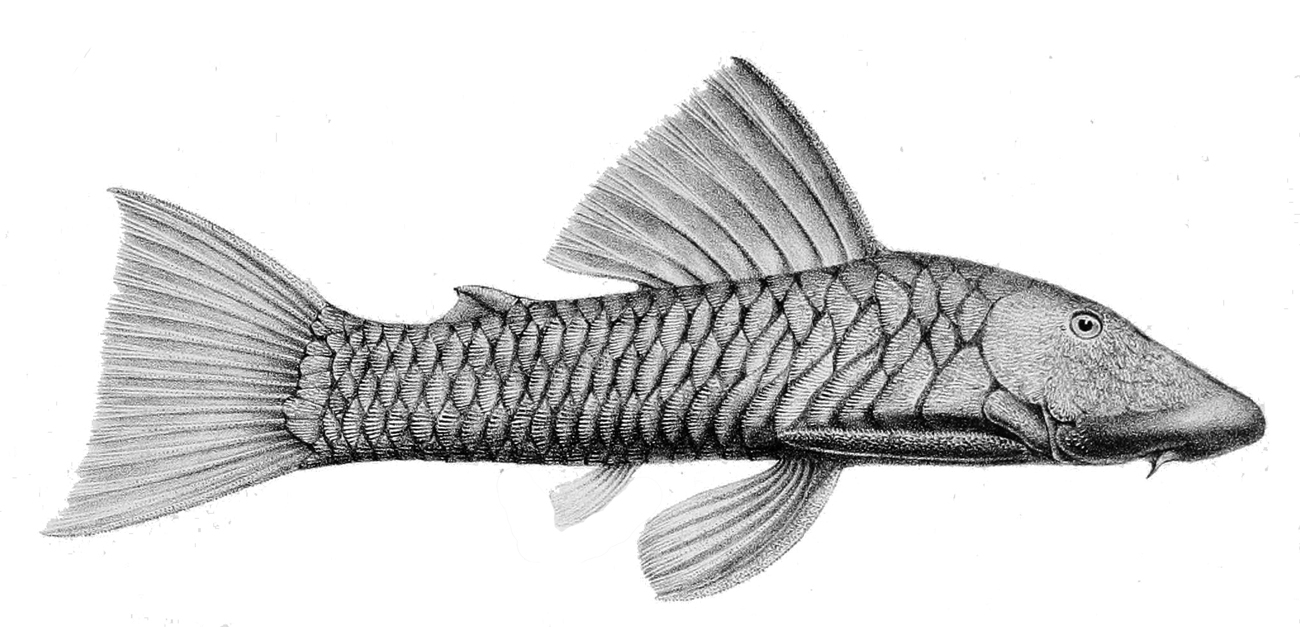
Chaetostoma breve
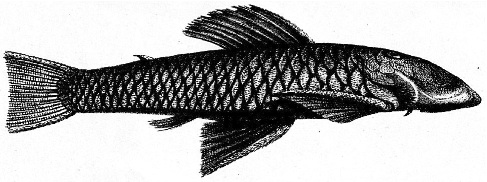
Chaetostoma loborhynchos
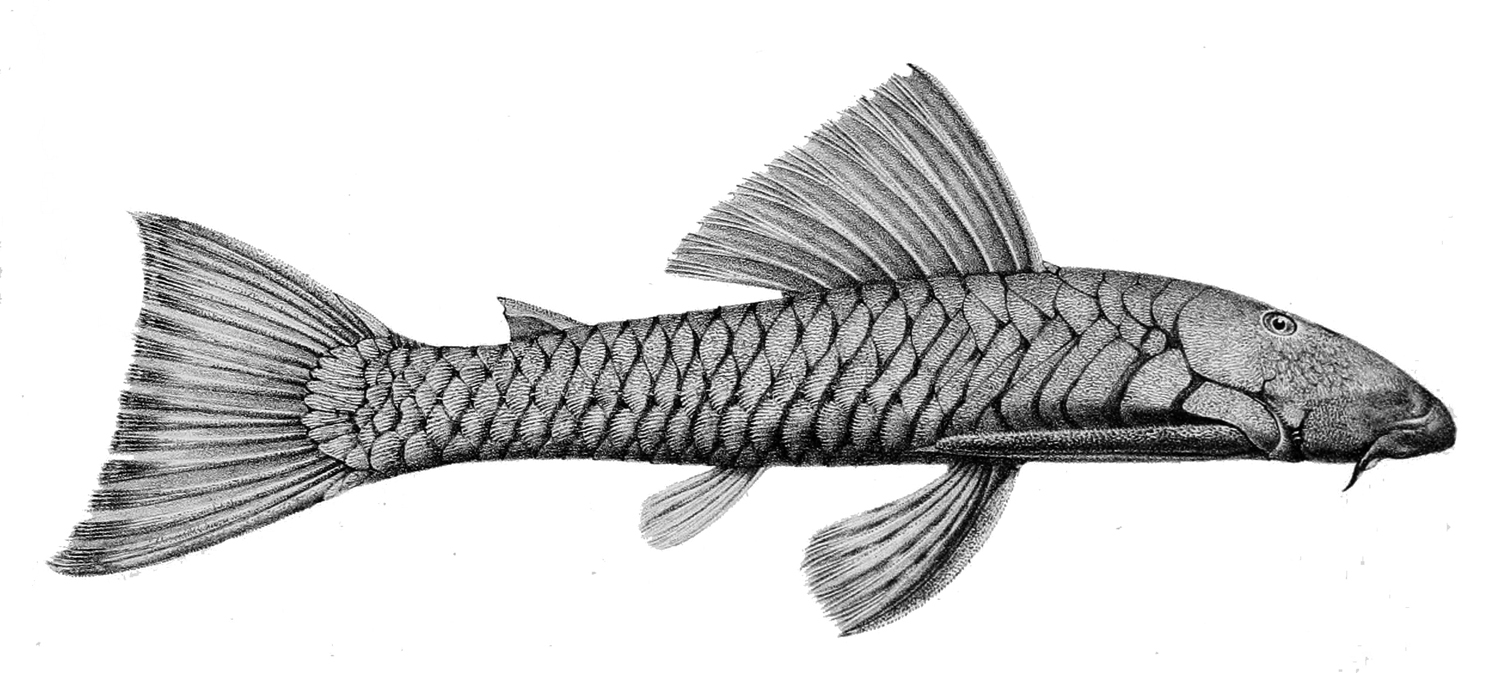
Chaetostoma marginatum
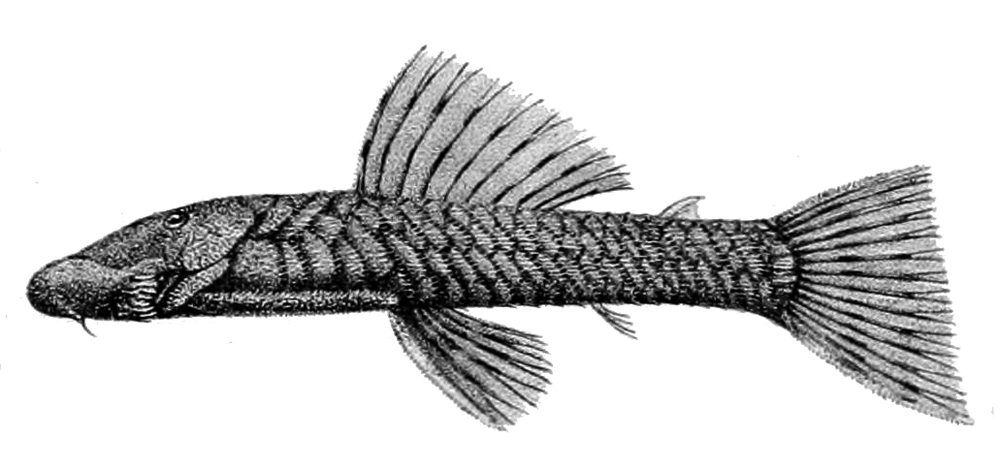
Chaetostoma microps
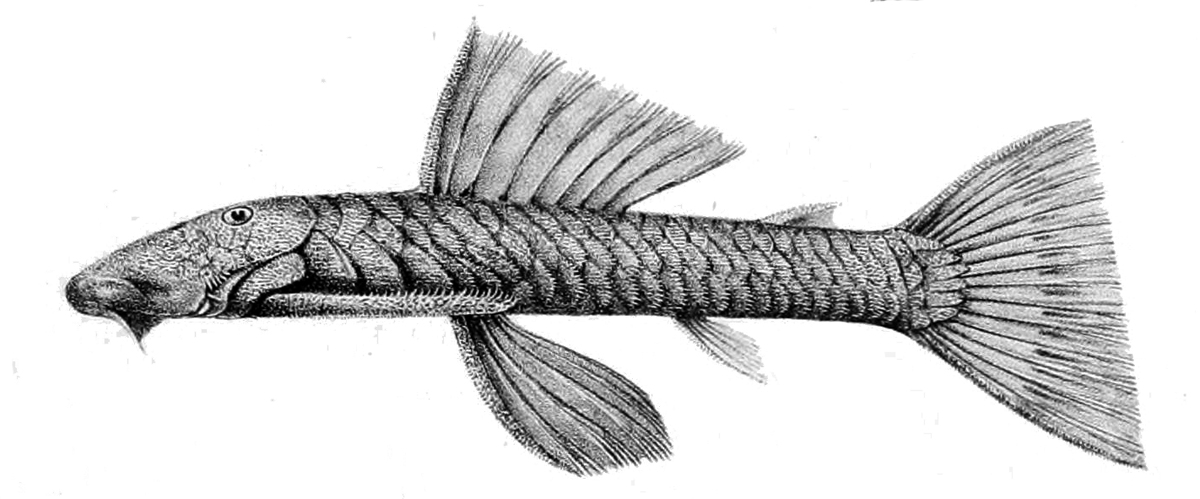
Chaetostoma thomsoni